# St. Hubertus (Kenten)

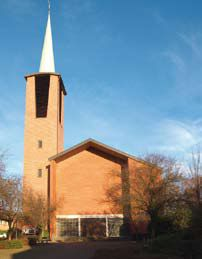
Die Pfarrkirche St. Hubertus in Bergheim-Kenten

Die katholische Pfarrkirche St. Hubertus befindet sich in der Hubertusstraße im Stadtteil Kenten der Kreisstadt Bergheim.

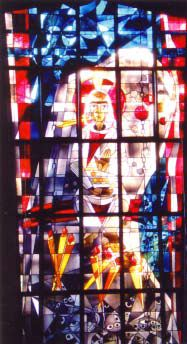
Pfarrkirche St. Hubertus Glasfensterfront

## Geschichte
Am 12. Dezember 1954 erfolgte die Grundsteinlegung des Kirchenbaus in schlichtem Stil der 1950er Jahre nach Plänen der Aachener Architekten F. W. Bertram und Elmar Lang und am 18. Dezember 1955 seine Weihe.
Für die Ausstattung der Kirche zog man eine Reihe von Künstlern heran, darunter Ewald Mataré, der Portal, Kirchturmhahn und Tabernakel schuf.
Die Pfarrkirche St. Hubertus erhielt das Patrozinium der Vorgängerkirche, die 1722 geweiht und 1967 niedergelegt wurde. Heute erinnert ein Gedenkstein an sie.

## Architektur
Das Portal besteht aus einer zweiflügeligen Tür, den feststehenden Seitenteilen und einer so genannten Supraporte. Die auf den Türelementen angebrachten Medaillons zeigen überwiegend christliche Motive, aber auch Unheil abwehrende Zeichen und Glückssymbole.